# Qazançı
Qazançı – gmina (azer. bələdiyyə) i wieś (kənd) w zachodnim Azerbejdżanie, w Nachiczewańskiej Republice Autonomicznej, w rejonie Culfa, tworząca wiejski okręg terytorialny (kənd ərazi dairəsi) o tej samej nazwie. Jest jedyną wsią w okręgu terytorialnym i w gminie.
1 marca 2003 roku na mocy prawa nr 423-IIQ wprowadzonego przez Prezydenta Republiki Azerbejdżanu İlhama Əliyeva z wiejskiego okręgu terytorialnego Qazançı wyłączono wsie Nəhəcir i Göynük, które utworzyły wiejski okręg terytorialny Nəhəcir. Jednocześnie wcześniejszą nazwę okręgu wiejskiego okręgu terytorialnego i wsi – Köynük, zastąpiono nową Göynük. Na mocy prawa nr 874-IIQ 29 marca 2005 roku Göynük odłączono od wiejskiego okręgu terytorialnego Nəhəcir, tworząc wiejski okręg terytorialny Göynük. Następnie, prawem nr 1119-IVQ z 28 listopada 2014 roku, zmieniono granicę pomiędzy rejonami Culfa i Babək, a oba okręgi terytorialne – Nəhəcir i Göynük, włączono do terytorium rejonu Babək.
W klasyfikacji Azərbaycan Respublikası Dövlət Statistika Komitəsi (w wolnym tłum. „Państwowy Komitet Statystyczny Republiki Azerbejdżanu”) gminie nadano unikalny kod 10619007, a wsi 10619018.